# Stenostira scita
Il pigliamosche coda a ventaglio (Stenostira scita (Vieillot, 1818)) è un uccello della famiglia Stenostiridae, diffuso nellAfrica australe. È l'unica specie del genere Stenostira.

## Distribuzione e habitat
La specie è diffusa in Namibia, Sudafrica; Botswana e Lesotho.

## Tassonomia
In precedenza classificata nella famiglia Muscicapidae, la specie è in atto attribuita alla famiglia Stenostiridae.